# Vsetín
Vsetín (deutsch Wsetin, älter auch Settein) ist eine Stadt an der Vsetínská Bečva im Osten Tschechiens. Sie liegt im Bezirk Vsetín und hat mehr als 29.000 Einwohner.
Die Stadt besteht aus den Ortsteilen Horní Jasenka (Obereschenbach), Rokytnice (Roketnitz), Semetín und Vsetín.

## Geschichte

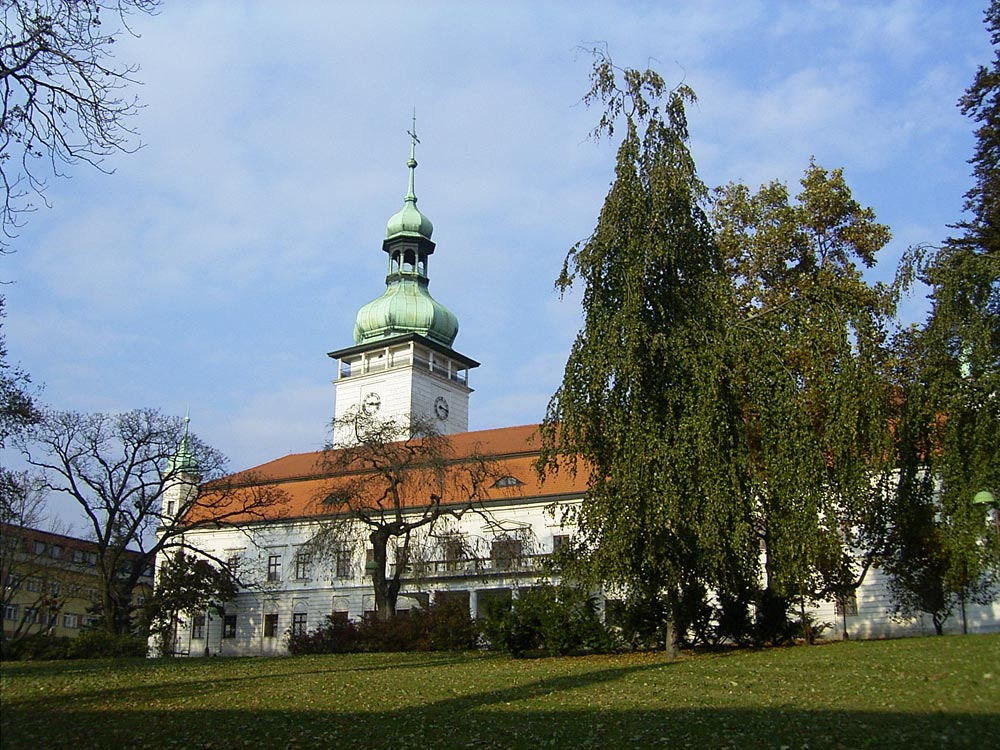
Schloss von Vsetín

Das zur Herrschaft Freundsberg gehörigen Städtchen Setteinz wird erstmals 1308 erwähnt, als Wok von Krawarn die Burg Freundsberg mit allem Zubehör vom Templerorden pachtete. Bereits im 14. Jahrhundert erlosch die Burg wieder und Vsetín wurde zum neuen Herrschaftssitz. Während der Hussitenkriege blieb das Städtchen von Zerstörungen durch die Aufständischen verschont, da die Herren von Krawarn mit den Hussiten sympathisierten. 1446 ging die Herrschaft von Anna von Krawarn an deren Mann Johann von Messenbek auf Helfenstein über. Fünf Jahre später erwarb dessen Neffe Ctibor von Cimburg auf Meziříčí und Rožnov die Herrschaft Vsetín als Pfandbesitz. Im Jahre 1480 brachte Kunigunde von Cimburg die Herrschaften Meziříčí-Rožnov und Vsetín als Morgengabe in ihre Ehe mit Peter von St. Georgen und Bösing ein. Nachdem Kunigunde 1491 verstorben war, heiratete Peter von St. Georgen und Bösing Sophie von Waldstein.
1502 verkaufte er beide Herrschaften an die fünf Brüder von Kunstadt. Bei der 1503 in der Landtafel erfolgten Beurkundung des Kaufes umfasste die Herrschaft Vsetín die Feste und das Städtchen Vsetín mit der Maut, den Markt Pržno, die Dörfer Jablůnka, Růžďka, Kateřinice, Hošťálková, Johanová, Dolní Rokytnice, Horní Rokytnice, Liptál, Austí, Hovězí, Jasenka, Seninka und Ratiboř sowie die Wüstungen Bobrek, Huselná, Semetín, Dvorce, Ščrbkov, Těškovice und Mikulková. Im selben Jahre übertrugen die vier anderen Brüder das Lehn an Jan Kuna von Kunstadt.
Später wechselten die Besitzer von Vsetín häufig. Zu ihnen gehörten die Herren von Pernstein, die Nekeš von Landek, Arkléb von Víckov und dessen Witwe Lukrecia Nekešová von Landek (1582–1614), die die Herrschaft 1610 ihrem nachfolgenden Ehemann Albrecht von Waldstein überschrieb. Wallenstein löste 1618 das Städtchen Pržno und die Mühle an der Mikulůvka los und schenkte sie für außerordentliche Dienste Václav Štáblovský von Kovalovice. Nach Wallenstein wurde Zdenko Žampach von Potštejn Besitzer der Herrschaft. 1634 kaufte der Graner Erzbischof Péter Pázmány die Herrschaft Vsetín. Unter ihm und seinem Erben Nikolaus Pázmány de Panasz wurde die Herrschaft bis 1644 rekatholisiert. Am 3. Mai 1652 verkaufte Nikolaus Pázmány die Herrschaft an Georg Illesházy auf Trenčín. 1708 fielen die Kuruzen in Vsetín ein und brannten die Stadt und das Schloss nieder.
Im Jahre 1777 regte sich unter den Untertanen der Herrschaft Vsetín Widerstand gegen die hohen Fronabgaben. Zur selben Zeit zogen die ehemaligen Jesuiten Jan Kořistka, Petr Jiříček und Petr Sašina durch die Herrschaft und verbreiteten das Gerücht, wonach Maria Theresia in einem Toleranzpatent den Nichtkatholiken die Religionsfreiheit zugesichert hätte. Die Falschmeldung, die das Ziel der Offenbarung und Züchtigung Andersgläubiger zum Ziel hatte, wurde in mindestens 72 Dörfern verbreitet und in mehreren Orten mit dem Ortssiegel beglaubigt.
Die meisten Protestanten wurden verbannt. Aus dem ursprünglichen Widerstand gegen die Herrschaft entstand ein Religionskampf, der die gesamte Mährische Walachei erfasste. Die protestantischen Walachen überreichten Kaiser Joseph II. auf seiner Durchreise zu einem Treffen mit Zarin Katharina 1780 eine Petition zur Glaubensfreiheit. Nach dem tatsächlichen Erlass des Toleranzpatents durch Joseph II. im Jahre 1781 kehrten die Verbannten 1782 aus Ungarn zurück und erhielten das Recht zum Bau einer Evangelischen Kirche.
1802 hatte die Herrschaft Vsetín 22179 Untertanen. Zu dieser Zeit kam es erneut zu einem heftigen Glaubensstreit, diesmal innerhalb der Protestanten zwischen den Lutheranern und Helvetiern.
Da die Ehe von Stefan Illésházy mit Theresia Barkóczy kinderlos geblieben war, erbten 1831 die Kinder seiner Mätresse Theresia von Gatterburg die Herrschaft. Weitere Besitzer waren deren Ehemann Josef Ritter von Wachtler und dessen Nachkommen.

## Sehenswürdigkeiten
Das Neue Rathaus im Neorenaissancestil auf dem Oberplatz gehört zu den bedeutendsten Baudenkmälern von Vsetín, es dokumentiert die Blüte der Stadt am Ende des 19. Jahrhunderts.
Wegen der anwachsenden Bedürfnisse des Magistrats wurde nach dem Entwurf des Baumeisters und Architekten Michal Urbánek in den Jahren 1898/99, in der Nachbarschaft des bestehenden Stadtrathauses, das neue Gebäude mit repräsentativen Aussehen gebaut. Die Front des Gebäudes zieren drei Paar Reliefmedaillons mit Bildnissen historischer Persönlichkeiten des tschechischen politischen und kulturellen Lebens, u. a. von František Palacký, Karl der Ältere von Žerotín, Georg von Podiebrad, Karl IV., Johann Amos Comenius und Karel Havlíček Borovský. Das Eingangstor ist von zwei Sandsteinsäulen und zwei Säulenkaryatiden umgeben, die einen Balkon mit einer Steinbalustrade tragen. Die erste feierliche Versammlung im Sitzungssaal fand nach vollständiger Ausstattung des Saals im Mai 1990 statt.
Für das neu errichtete Bezirksamt im Jahre 1909 vermietete die Stadt der Bezirksresidenz im Rathausgebäude fünfzehn Räume, einschließlich der aufgehobenen Privatwohnungen und des Rechtsanwaltsbüros, und zwar bis zum Jahre 1937, als das Bezirksamt in einen Neubau in die Nachbarschaft übersiedelte. Der Magistrat tagte dann im Gebäude des Neurathauses bis zum Jahre 1980, als er in größere Räume in der Mitte der Unterstadt zog. In den Jahren 1981–1996 benutzte das Nationalkreisamt die freigewordenen Büros. Der letzte Nutzer des Gebäudes vor der Generalrenovierung und Bauinstandsetzung zur Nutzung als Hotel und Gaststätte war 1997–2003 die Kreismilitärverwaltung.
Das Museum regionu Valašsko („Regionalmuseum der Walachei“) im Vsetíner Schloss bewahrt ein Porträt des ersten tschechoslowakischen Präsidenten Tomáš Garrigue Masaryk, gemalt vom Vsetíner Maler František Hlavica. Das Bildnis entstand im Jahre 1926 zur feierlichen Ausschmückung des Sitzungssaales des Rathauses zum 19. Jubiläum der ersten Abgeordnetenwahl Masaryks in der Mährischen Walachei.

## Städtepartnerschaften
- Mödling, Österreich – seit 2004
- Stará Ľubovňa, Slowakei
- Trenčianske Teplice, Slowakei
- Bytom, Polen
- Vrgorac, Kroatien

Darüber hinaus unterhält die Stadt seit 2004 eine Städtefreundschaft mit Offenbach am Main.

## Sport
In der Stadt spielt der sechsfache tschechische Eishockeymeister VHK Vsetín, Spielstätte ist das aus den 1960er Jahren stammende Zimní stadion Na Lapači.

## Persönlichkeiten
- Josef Winkler (1826–1903), evangelisch-lutherischer Theologe
- Albert Milde (1839–1904), Kunstschlosser und Bauingenieur
- Eduard Kirwald (1899–1988), Forstwissenschaftler
- Erich Kulka (1911–1995), Historiker, Schriftsteller und Publizist
- Justina Lumcer (1942–2018), Trappistin, Ärztin
- Eliška Balzerová (* 1949), Schauspielerin
- Mirek Topolánek (* 1956), Politiker, Ministerpräsident Tschechiens
- Jiří Čunek (* 1959), Politiker, Bürgermeister von Vsetín
- Michal Horňák (* 1970), Fußballspieler und -trainer
- Václav Varaďa (* 1976), Eishockeyspieler
- Martin Vráblík (* 1982), Skirennläufer
- Roman Hubník (* 1984), Fußballspieler
- Jakub Štěpánek (* 1986), Eishockeytorwart
- David Klímek (* 1992), Eishockeyspieler
- Radek Vítek (* 2003), Fußballtorwart
- Daniel Škarka (* 2006), Skispringer